# Aristică Cioabă
Aristică Cioabă (n. 4 august 1971, Petroșani) este un fost fotbalist român, actualmente antrenor la clubul din omanez Saham Club.

## Cariera de jucător
Cioabă și-a început cariera de jucător la clubul natal, Jiul Petroșani, unde a jucat șapte sezoane, atât în Divia A, cât și în Divizia B. A debutat la Jiul în sezonul 1989-1990, sub îndrumarea antrenorului Gogu Tonca. În sezonul 1995-1996 se transferă la Farul Constanța, jucând în Cupa UEFA Intertoto 1995, fiind eliminat de SC Heerenveen în faza șaisprezecimilor.
Sezonul următor revine în Petroșani, unde își ajută echipa natală să promoveze în Divizia A. În România a mai evoluat pentru formații de ligi inferioare, precum Rocar București, Foresta Fălticeni, FC Onești și U Cluj (împrumutat) înainte de a se transfera în China. A avut și un sezon în Arabia Saudită înainte de a-și încheia cariera în Spania.

## Cariera de antrenor

### Maroc
Cioabă și-a început cariera de antrenor în Maroc cu Raja Casablanca, unde a lucrat ca asistent al lui Alexandru Moldovan, la începutul sezonului 2005-2006.

### Egipt
S-a mutat apoi în Egipt în 2006, asistându-l din nou pe Alexandru Moldovan la Al-Masry SC.

### România
În România s-a întors pentru a deveni pentru prima oară principal, în Liga a III-a la FC Balș 2007, unde a antrenat doi ani, între 2007 și 2009.

### Kuweit
În 2009 ajunge în Kuweit pentru prima oară, pentru a-l asista din nou pe Alexandru Moldovan, dar și pe Costică Ștefănescu, la Al-Tadamun SC.

### Iordania
După prima experiență din Kuweit este numit principalul echipei de top din Iordania, Shabab Al-Ordon.

### Ghana
Semnează apoi cu echipa din Prima Ligă Ghaneză, Aduana Stars, în august 2011 înlocuindu-l pe Herbert Addo.

### Oman
În 2012 se întoarce în Orientul Mijlociu, de data aceasta în Oman, unde este numit principal la Saham SC. În timp ce antrena echipa din Oman, media specula o mutare la Medeama SC, înapoi în Ghana. Acesta semnează un contract pe doi ani și jumătate cu gruparea ghaneză în valoare de 110.000$, însă această înțelegere a picat.

### Kuweit
Pe data de 23 iulie 2014, Cioabă se mută la Al-Shabab, revenind astfel în Kuweit pentru o perioadă de un an.

## Legături externe
- Aristică Cioabă la footballdatabase.eu